# Alina Fernández
Pour les articles homonymes, voir Fernández.
Alina Fernández (née en 1956) est une écrivaine et animatrice de radio américano-cubaine, fille du dirigeant cubain Fidel Castro et de sa maîtresse de l'époque la cubaine Natalia Revuelta. 

## Biographie
Elle est l'une des plus farouches opposantes de Fidel Castro. Étant une enfant illégitime de Castro, Alina Fernández passa sa jeunesse avec sa mère. En 1964 elles quittent toutes les deux Cuba pour rejoindre l'ambassade cubaine de Paris, sa mère est  première secrétaire de la représentation cubaine. Alina suit alors ses études comme pensionnaire à Saint-Germain-en-Laye. Elle apprend alors le français qu'elle pratique toujours. À son retour à Cuba, Alina apprend que Fidel est son véritable père. Elle est inscrite dans une école fréquentée par les enfants de la nomenklatura. Elle ne supporte pas l'atmosphère de propagande et de faux-semblant de son environnement et à 14 ans annonce à son père son désir de quitter Cuba. Fidel Castro lui rétorque « que cela poserait un problème politique ». Mais Alina est « décidée à ne pas vivre dans un endroit fermé, isolé, sans livres, sans presse libre, sans vêtements, sans fantaisie, sans argent, entourée de mouchards et où il fallait attendre trois heures sur un trottoir pour obtenir un morceau de pain ».
Après une carrière de mannequin, le 22 décembre 1993 elle quitte Cuba vers l'Espagne avec de faux papiers en compagnie de sa propre fille (qui est donc la petite-fille de Castro) en se faisant passer pour une touriste espagnole. De l'Espagne, elle gagna enfin Miami. Sa défection fera grand bruit comme la fuite de sa tante Juanita Castro trente ans plus tôt.
En 1997 elle publie un livre, Alina : memorias de la hija rebelde de Fidel Castro, qui relate les détails de sa jeunesse et qui critique vivement le régime castriste. Il est traduit en français l'année suivante.
Elle anime également une émission de radio appelée Simplemente Alina, qui reçoit tantôt des artistes de son pays d'origine, ou abrite tantôt des débats sur la politique cubaine.